# IC 4805
IC 4805 је спирална галаксија у сазвјежђу Паун која се налази на листи објеката дубоког неба у Индекс каталогу.
Деклинација објекта је - 63° 2' 51" а ректасцензија 19h 2m 1,4s. Привидна величина (магнитуда) објекта IC 4805 износи 14,0 а фотографска магнитуда 14,9. IC 4805 је још познат и под ознакама ESO 104-30, IRAS 18573-6307, PGC 62693.